# Кастелно де Брасак
Кастелно де Брасак (фр. Castelnau-de-Brassac) насеље је и општина у јужној Француској у региону Миди Пирене, у департману Тарн која припада префектури Кастр.
По подацима из 2011. године у општини је живело 759 становника, а густина насељености је износила 10,41 становника/km². Општина се простире на површини од 72,88 km². Налази се на средњој надморској висини од 520 метара (максималној 1.137 m, а минималној 396 m).

## Демографија
| 1962. | 1968. | 1975. | 1982. | 1990. | 1999. | 2011. |
| ----- | ----- | ----- | ----- | ----- | ----- | ----- |
| 949   | 1.059 | 925   | 872   | 805   | 803   | 759   |

График промене броја становника у току последњих година